# Saison 2007-2008 des Canadiens de Montréal
Autres saisons
Saison précédente Saison suivante
Cet article présente la saison 2007-2008 des Canadiens de Montréal.

## Classements
- Pour les significations des abréviations, voir statistiques du hockey sur glace.
- Les franchises championnes de division sont classées aux trois premières places de chaque association ; les équipes classées aux huit premières places de chaque association sont qualifiées pour les séries éliminatoires et sont indiquées dans des lignes de couleur.

| Clt   | Équipe                    | Division   | PJ | V  | D  | DP | BP  | BC  | Pts |
| ----- | ------------------------- | ---------- | -- | -- | -- | -- | --- | --- | --- |
| +001, | Canadiens de Montréal     | Nord-Est   | 82 | 47 | 25 | 10 | 262 | 222 | 104 |
| +002, | Penguins de Pittsburgh    | Atlantique | 82 | 47 | 27 | 8  | 247 | 216 | 102 |
| +003, | Capitals de Washington    | Sud-Est    | 82 | 43 | 31 | 8  | 242 | 231 | 94  |
| +004, | Devils du New Jersey      | Atlantique | 82 | 46 | 29 | 7  | 206 | 197 | 99  |
| +005, | Rangers de New York       | Atlantique | 82 | 42 | 27 | 13 | 213 | 199 | 97  |
| +006, | Flyers de Philadelphie    | Atlantique | 82 | 42 | 29 | 11 | 248 | 233 | 95  |
| +007, | Sénateurs d'Ottawa        | Nord-Est   | 82 | 43 | 31 | 8  | 261 | 247 | 94  |
| +008, | Bruins de Boston          | Nord-Est   | 82 | 41 | 29 | 12 | 212 | 222 | 94  |
| +009, | Hurricanes de la Caroline | Sud-Est    | 82 | 43 | 33 | 6  | 252 | 249 | 92  |
| +010, | Sabres de Buffalo         | Nord-Est   | 82 | 39 | 31 | 12 | 255 | 242 | 90  |
| +011, | Panthers de la Floride    | Sud-Est    | 82 | 38 | 35 | 9  | 216 | 226 | 85  |
| +012, | Maple Leafs de Toronto    | Nord-Est   | 82 | 36 | 35 | 11 | 231 | 260 | 83  |
| +013, | Islanders de New York     | Atlantique | 82 | 35 | 38 | 9  | 194 | 243 | 79  |
| +014, | Thrashers d'Atlanta       | Sud-Est    | 82 | 34 | 40 | 8  | 216 | 272 | 76  |
| +015, | Lightning de Tampa Bay    | Sud-Est    | 82 | 31 | 42 | 9  | 223 | 267 | 71  |

## Mouvements de joueurs

### Transactions
| Date            | Détails                                        | Détails                                                            |
| --------------- | ---------------------------------------------- | ------------------------------------------------------------------ |
| 23 juin 2007    | Aux Hurricanes de la Caroline Michael Leighton | Aux Canadiens de Montréal Choix de 7e tour (192e au total) en 2007 |
| 8 février 2008  | Aux Red Wings de Détroit Francis Lemieux       | Aux Canadiens de Montréal Brett Engelhardt                         |
| 18 février 2008 | Aux Coyotes de Phoenix Cory Urquhart           | Aux Canadiens de Montréal Olivier Latendresse                      |

### Départ au ballotage
| Joueur       | Date             | Ancienne équipe        |
| ------------ | ---------------- | ---------------------- |
| Garth Murray | 15 décembre 2007 | Panthers de la Floride |

### Arrivées
| Joueur            | Date           | Nature de la transaction | Durée du contrat | Salaire      | Ancienne franchise    |
| ----------------- | -------------- | ------------------------ | ---------------- | ------------ | --------------------- |
| Roman Hamrlík     | 2 juillet 2007 | Joueur autonome          | 4 ans            | 22 000 000 $ | Flames de Calgary     |
| Bryan Smolinski   | 2 juillet 2007 | Joueur autonome          | 1 an             | 2 000 000 $  | Canucks de Vancouver  |
| Tom Kostopoulos   | 4 juillet 2007 | Joueur autonome          | 2 ans            | 1 800 000 $  | Kings de Los Angeles  |
| Jamie Rivers      | 5 juillet 2007 | Joueur autonome          | 1 an             | 525 000 $    | Blues de Saint-Louis  |
| Patrice Brisebois | 3 août 2007    | Joueur autonome          | 1 an             | 700 000 $    | Avalanche du Colorado |
| Brock Trotter     | 7 février 2008 | Joueur autonome          | 3 ans            | -            | Pioneers de Denver    |

### Départs
| Joueur                | Date              | Nature de la transaction                            | Franchise suivante     |
| --------------------- | ----------------- | --------------------------------------------------- | ---------------------- |
| Aleksandr Perejoguine | 8 mai 2007        | Joueur autonome                                     | Salavat Youlaev Oufa   |
| Sergueï Samsonov      | 16 juin 2007      | Échangé contre Jassen Cullimore et Tony Salmelainen | Blackhawks de Chicago  |
| Radek Bonk            | 2 juillet 2007    | Joueur autonome                                     | Predators de Nashville |
| Dan Jancevski         | 6 juillet 2007    | Joueur autonome                                     | Lightning de Tampa Bay |
| Sheldon Souray        | 12 juillet 2007   | Joueur autonome                                     | Oilers d'Edmonton      |
| David Aebischer       | 19 juillet 2007   | Joueur autonome                                     | Coyotes de Phoenix     |
| Janne Niinimaa        | 14 septembre 2007 | Joueur autonome                                     | HC Davos               |
| Aaron Downey          | 3 octobre 2007    | Joueur autonome                                     | Red Wings de Détroit   |
| Mike Johnson          | 4 octobre 2007    | Joueur autonome                                     | Blues de Saint-Louis   |
| Garth Murray          | 13 novembre 2007  | Réclamé au ballotage                                | Panthers de la Floride |
| Cristobal Huet        | 26 février 2008   | Échangé contre un choix de 2e tour en 2009          | Capitals de Washington |

### Choix au repêchage
| No  | Tour | Nom                 | Nationalité | Position      |
| --- | ---- | ------------------- | ----------- | ------------- |
| 12  | 1er  | Ryan McDonagh       | États-Unis  | Défenseur     |
| 22  | 1er  | Max Pacioretty      | États-Unis  | Ailier Gauche |
| 43  | 2e   | Pernell-Karl Subban | Canada      | Défenseur     |
| 65  | 3e   | Olivier Fortier     | Canada      | Centre        |
| 73  | 3e   | Yannick Weber       | Suisse      | Défenseur     |
| 133 | 5e   | Joe Stejskal        | États-Unis  | Défenseur     |
| 142 | 5e   | Andrew Conboy       | États-Unis  | Ailier Gauche |
| 163 | 6e   | Nichlas Torp        | Suède       | Défenseur     |
| 192 | 7e   | Scott Kishel        | États-Unis  | Défenseur     |

## Statistiques
| Joueur                | Saison régulière | Saison régulière | Saison régulière | Saison régulière | Saison régulière | Saison régulière |    | Séries éliminatoires | Séries éliminatoires | Séries éliminatoires | Séries éliminatoires | Séries éliminatoires | Séries éliminatoires |
| Joueur                | PJ               | B                | A                | Pts              | +/-              | Pun              | PJ | B                    | A                    | Pts                  | +/-                  | Pun                  |                      |
| Alex Kovalev          | 82               | 35               | 49               | 84               | 18               | 70               | 12 | 5                    | 6                    | 11                   | -4                   | 8                    |                      |
| Tomas Plekanec        | 81               | 29               | 40               | 69               | 15               | 42               | 12 | 4                    | 5                    | 9                    | -1                   | 2                    |                      |
| Mark Streit           | 81               | 13               | 49               | 62               | -6               | 28               | 11 | 1                    | 3                    | 4                    | -1                   | 8                    |                      |
| Andreï Markov         | 82               | 16               | 42               | 58               | 1                | 63               | 12 | 1                    | 3                    | 4                    | 0                    | 8                    |                      |
| Saku Koivu            | 77               | 16               | 40               | 56               | -4               | 93               | 7  | 3                    | 6                    | 9                    | 1                    | 4                    |                      |
| Andrei Kostitsyn      | 78               | 26               | 27               | 53               | 15               | 29               | 12 | 5                    | 3                    | 8                    | -4                   | 2                    |                      |
| Christopher Higgins   | 82               | 27               | 25               | 52               | 0                | 22               | 12 | 3                    | 2                    | 5                    | 1                    | 2                    |                      |
| Michael Ryder         | 70               | 14               | 17               | 31               | -4               | 30               | 4  | 0                    | 0                    | 0                    | 1                    | 2                    |                      |
| Guillaume Latendresse | 73               | 16               | 11               | 27               | -2               | 41               | 8  | 0                    | 1                    | 1                    | -5                   | 19                   |                      |
| Sergei Kostitsyn      | 52               | 9                | 18               | 27               | 9                | 51               | 12 | 3                    | 5                    | 8                    | 5                    | 14                   |                      |
| Roman Hamrlik         | 77               | 5                | 21               | 26               | 7                | 38               | 12 | 1                    | 2                    | 3                    | -3                   | 8                    |                      |
| Bryan Smolinski       | 64               | 8                | 17               | 25               | -6               | 20               | 12 | 1                    | 2                    | 3                    | 1                    | 2                    |                      |
| Maxim Lapierre        | 53               | 7                | 11               | 18               | 5                | 60               | 12 | 0                    | 3                    | 3                    | -5                   | 6                    |                      |
| Mike Komisarek        | 75               | 4                | 13               | 17               | 9                | 101              | 12 | 1                    | 2                    | 3                    | 3                    | 18                   |                      |
| Mathieu Dandenault    | 61               | 9                | 5                | 14               | -11              | 34               | 9  | 0                    | 0                    | 0                    | -3                   | 2                    |                      |
| Tom Kostopoulos       | 67               | 7                | 6                | 13               | -3               | 113              | 12 | 3                    | 1                    | 4                    | -1                   | 6                    |                      |
| Kyle Chipchura        | 36               | 4                | 7                | 11               | -1               | 10               | -  | -                    | -                    | -                    | -                    | -                    |                      |
| Patrice Brisebois     | 43               | 3                | 8                | 11               | -2               | 26               | 10 | 1                    | 5                    | 6                    | -3                   | 6                    |                      |
| Mikhail Grabovski     | 24               | 3                | 6                | 9                | -4               | 8                | -  | -                    | -                    | -                    | -                    | -                    |                      |
| Josh Gorges           | 62               | 0                | 9                | 9                | 0                | 32               | 12 | 0                    | 3                    | 3                    | -2                   | 0                    |                      |
| Steve Bégin           | 44               | 3                | 5                | 8                | 0                | 48               | 12 | 0                    | 3                    | 3                    | 1                    | 8                    |                      |
| Francis Bouillon      | 74               | 2                | 6                | 8                | 9                | 61               | 7  | 1                    | 2                    | 3                    | 0                    | 4                    |                      |
| Ryan O'Byrne          | 33               | 1                | 6                | 7                | 7                | 45               | 4  | 0                    | 0                    | 0                    | -2                   | 0                    |                      |
| Carey Price           | 41               | 0                | 2                | 2                | 0                | 0                | 11 | 0                    | 0                    | 0                    | 0                    | 2                    |                      |
| Cristobal Huet‡       | 39               | 0                | 1                | 1                | 0                | 0                | -  | -                    | -                    | -                    | -                    | -                    |                      |
| Garth Murray‡         | 1                | 0                | 0                | 0                | 0                | 0                | -  | -                    | -                    | -                    | -                    | -                    |                      |
| Gregory Stewart       | 1                | 0                | 0                | 0                | 0                | 5                | -  | -                    | -                    | -                    | -                    | -                    |                      |
| Matt D'Agostini       | 1                | 0                | 0                | 0                | 0                | 2                | -  | -                    | -                    | -                    | -                    | -                    |                      |
| Corey Locke           | 1                | 0                | 0                | 0                | -1               | 0                | -  | -                    | -                    | -                    | -                    | -                    |                      |
| Jaroslav Halak        | 6                | 0                | 0                | 0                | 0                | 0                | 2  | 0                    | 0                    | 0                    | 0                    | 0                    |                      |

‡Joueur échangé par les Canadiens durant la saison, les statistiques sont celles avec les Canadiens seulement.
| Nom            | PJ | V  | D  | Pr. | Min  | BC  | Moy  | %Arr | Bl |
| -------------- | -- | -- | -- | --- | ---- | --- | ---- | ---- | -- |
| Carey Price    | 41 | 24 | 12 | 3   | 2414 | 103 | 2,56 | 92,0 | 3  |
| Jaroslav Halák | 6  | 2  | 1  | 1   | 285  | 10  | 2.11 | 93,4 | 1  |
| Cristobal Huet | 39 | 21 | 12 | 6   | 2277 | 97  | 2.55 | 91,6 | 2  |

| Nom            | PJ | V | D | Min | BC | Moy  | %Arr | Bl |
| -------------- | -- | - | - | --- | -- | ---- | ---- | -- |
| Carey Price    | 11 | 5 | 6 | 648 | 30 | 2,78 | 90,1 | 2  |
| Jaroslav Halák | 2  | 0 | 0 | 76  | 3  | 2.34 | 88,9 | 0  |

## Faits marquants
- Le 19 février 2008, lors d'un match contre les Rangers de New York, les Canadiens sont menés 5-0 après un peu plus de 25 minutes de jeu. Contre toute attente, ils parviennent à revenir au score et remporter le match en tirs de fusillade. C'est la première fois de l'histoire des Canadiens qu'ils remportent une rencontre après avoir été menés de cinq buts.
- Le 1er mars, en battant les Devils du New Jersey, les Canadiens prennent la tête de l'association de l'Est, ce qui ne leur était plus arrivé depuis la saison 1992-1993.
- Le 24 mars, après une victoire par la marque de 7-5 contre les Sénateurs d'Ottawa, les Canadiens deviennent la première équipe de la conférence Est officiellement qualifiée pour les séries éliminatoires[13].
- Le 6 avril, ils sont officiellement champions de l'association de l'Est après la défaite des Penguins de Pittsburgh 0-2 contre les Flyers de Philadelphie.
- Le 3 mai, les Canadiens sont éliminés au deuxième tour des séries éliminatoires contre les Flyers de Philadelphie par la marque de 4-6. Cette défaite met un terme à la série que Philadelphie gagne 4-1.

## Pré-saison
- Match no 1 le 17 septembre 2007 : Penguins de Pittsburgh 2 - Canadiens de Montréal 3
- Match no 2 le 18 septembre 2007 : Penguins de Pittsburgh 5 - Canadiens de Montréal 2
- Match no 3 le 19 septembre 2007 : Canadiens de Montréal 1– Islanders de New York 3
- Match no 4 le 21 septembre 2007 : Islanders de New York 2 - Canadiens de Montréal 3
- Match no 5 le 22 septembre 2007 : Sénateurs d'Ottawa 2 - Canadiens de Montréal 1
- Match no 6 le 23 septembre 2007 : Canadiens de Montréal 4 - Bruins de Boston 3
- Match no 7 le 27 septembre 2007 : Bruins de Boston 2 - Canadiens de Montréal 3
- Match no 8 le 29 septembre 2007 : Canadiens de Montréal 4 - Sénateurs d'Ottawa 5

## Saison régulière
- Le fond vert indique une victoire des Canadiens (2 points) ;
- Le fond blanc une défaite en prolongation (1 point) ;
- Le fond rouge une défaite (0 point).

| No | Date         | Résultat                | Adversaire            | Lieu         | Score | Bilan ( V - D - N ) | Pts |
| -- | ------------ | ----------------------- | --------------------- | ------------ | ----- | ------------------- | --- |
| 1  | 3 octobre    | victoire                | Caroline              | Caroline     | 3-2   | 1-0-0               | 2   |
| 2  | 6 octobre    | défaite en prolongation | Toronto               | Toronto      | 3-4   | 1-0-1               | 3   |
| 3  | 10 octobre   | victoire                | Pittsburgh            | Pittsburgh   | 3-2   | 2-0-1               | 5   |
| 4  | 13 octobre   | défaite                 | Caroline              | Montréal     | 1-3   | 2-1-1               | 5   |
| 5  | 16 octobre   | défaite en fusillade    | Floride               | Montréal     | 1-2   | 2-1-2               | 6   |
| 6  | 18 octobre   | défaite                 | Ottawa                | Ottawa       | 3-4   | 2-2-2               | 6   |
| 7  | 20 octobre   | victoire                | Buffalo               | Montréal     | 4-2   | 3-2-2               | 8   |
| 8  | 22 octobre   | victoire                | Boston                | Montréal     | 6-1   | 4-2-2               | 10  |
| 9  | 26 octobre   | victoire                | Caroline              | Caroline     | 7-4   | 5-2-2               | 12  |
| 10 | 27 octobre   | victoire                | Pittsburgh            | Pittsburgh   | 4-3   | 6-2-2               | 14  |
| 11 | 30 octobre   | défaite en prolongation | Atlanta               | Montréal     | 2-3   | 6-2-3               | 15  |
| 12 | 1er novembre | victoire                | Philadelphie          | Montréal     | 5-2   | 7-2-3               | 17  |
| 13 | 3 novembre   | défaite                 | Toronto               | Montréal     | 2-3   | 7-3-3               | 17  |
| 14 | 5 novembre   | victoire                | Buffalo               | Montréal     | 2-0   | 8-3-3               | 19  |
| 15 | 8 novembre   | victoire                | Boston                | Boston       | 2-1   | 9-3-3               | 21  |
| 16 | 10 novembre  | défaite                 | Ottawa                | Ottawa       | 1-3   | 9-4-3               | 21  |
| 17 | 13 novembre  | victoire                | Toronto               | Toronto      | 4-3   | 10-4-3              | 23  |
| 18 | 16 novembre  | défaite                 | Buffalo               | Buffalo      | 1-4   | 10-5-3              | 23  |
| 19 | 17 novembre  | victoire                | Boston                | Montréal     | 7-4   | 11-5-3              | 25  |
| 20 | 19 novembre  | victoire                | Ottawa                | Montréal     | 4-2   | 11-6-3              | 25  |
| 21 | 21 novembre  | victoire                | Islanders de New York | New York     | 4-1   | 12-6-3              | 27  |
| 22 | 23 novembre  | défaite                 | Buffalo               | Buffalo      | 2-4   | 12-7-3              | 27  |
| 23 | 24 novembre  | défaite                 | Buffalo               | Montréal     | 0-3   | 12-8-3              | 27  |
| 24 | 27 novembre  | victoire                | Toronto               | Toronto      | 4-3   | 13-8-3              | 29  |
| 25 | 30 novembre  | défaite                 | New Jersey            | New Jersey   | 0-4   | 13-9-3              | 29  |
| 26 | 1er décembre | défaite en fusillade    | Washington            | Montréal     | 4-5   | 13-9-4              | 30  |
| 27 | 4 décembre   | défaite                 | Détroit               | Montréal     | 1-4   | 13-10-4             | 30  |
| 28 | 6 décembre   | victoire                | Boston                | Boston       | 4-2   | 14-10-4             | 32  |
| 29 | 8 décembre   | défaite                 | Caroline              | Montréal     | 1-5   | 14-11-4             | 32  |
| 30 | 11 décembre  | défaite en fusillade    | Tampa Bay             | Montréal     | 2-3   | 14-11-5             | 33  |
| 31 | 13 décembre  | victoire                | Philadelphie          | Philadelphie | 4-1   | 15-11-5             | 35  |
| 32 | 15 décembre  | victoire                | Toronto               | Montréal     | 4-1   | 16-11-5             | 37  |
| 33 | 18 décembre  | défaite                 | Floride               | Montréal     | 2-3   | 16-12-5             | 37  |
| 34 | 20 décembre  | victoire                | Washington            | Washington   | 5-2   | 17-12-5             | 39  |
| 35 | 22 décembre  | défaite en fusillade    | Atlanta               | Atlanta      | 2-3   | 17-12-6             | 40  |
| 36 | 23 décembre  | défaite                 | Dallas                | Dallas       | 1-4   | 17-13-6             | 40  |
| 37 | 27 décembre  | victoire                | Tampa Bay             | Tampa Bay    | 5-2   | 18-13-6             | 42  |
| 38 | 28 décembre  | victoire                | Floride               | Floride      | 5-1   | 19-13-6             | 44  |
| 39 | 30 décembre  | défaite en prolongation | Rangers de New York   | New York     | 3-4   | 19-13-7             | 45  |
| 40 | 3 janvier    | victoire                | Tampa Bay             | Montréal     | 6-3   | 20-13-7             | 47  |
| 41 | 5 janvier    | défaite en prolongation | Washington            | Montréal     | 4-5   | 20-13-8             | 48  |
| 42 | 8 janvier    | victoire                | Chicago               | Montréal     | 4-3   | 21-13-8             | 50  |
| 43 | 10 janvier   | victoire                | Boston                | Boston       | 5-2   | 22-13-8             | 52  |
| 44 | 12 janvier   | défaite                 | Rangers de New York   | New York     | 1-4   | 22-14-8             | 52  |
| 45 | 15 janvier   | victoire                | Islanders de New York | New York     | 3-1   | 23-14-8             | 54  |
| 46 | 17 janvier   | victoire                | Atlanta               | Atlanta      | 3-2   | 24-14-8             | 56  |
| 47 | 19 janvier   | défaite                 | Pittsburgh            | Montréal     | 0-2   | 24-15-8             | 56  |
| 48 | 22 janvier   | victoire                | Boston                | Montréal     | 8-2   | 25-15-8             | 58  |
| 49 | 24 janvier   | victoire                | New Jersey            | New Jersey   | 4-3   | 26-15-8             | 60  |
| 50 | 29 janvier   | victoire                | Washington            | Montréal     | 4-0   | 27-15-8             | 62  |
| 51 | 31 janvier   | défaite en prolongation | Washington            | Washington   | 4-5   | 27-15-9             | 63  |
| 52 | 2 février    | victoire                | Islanders de New York | Montréal     | 4-1   | 28-15-9             | 65  |
| 53 | 3 février    | défaite                 | Rangers de New York   | Montréal     | 3-5   | 28-16-9             | 65  |
| 54 | 5 février    | victoire                | Ottawa                | Montréal     | 4-3   | 29-16-9             | 67  |
| 55 | 7 février    | défaite                 | Toronto               | Montréal     | 2-4   | 29-17-9             | 67  |
| 56 | 9 février    | défaite                 | Ottawa                | Ottawa       | 1-6   | 29-18-9             | 67  |
| 57 | 12 février   | défaite                 | Tampa Bay             | Tampa Bay    | 2-3   | 29-19-9             | 67  |
| 58 | 13 février   | victoire                | Floride               | Floride      | 2-1   | 30-19-9             | 69  |
| 59 | 16 février   | victoire                | Philadelphie          | Montréal     | 1-0   | 31-19-9             | 71  |
| 60 | 17 février   | victoire                | Philadelphie          | Philadelphie | 5-3   | 32-19-9             | 73  |
| 61 | 19 février   | victoire                | Rangers de New York   | Montréal     | 6-5   | 33-19-9             | 75  |
| 62 | 21 février   | défaite                 | Pittsburgh            | Montréal     | 4-5   | 33-20-9             | 75  |
| 63 | 23 février   | défaite                 | Columbus              | Montréal     | 0-3   | 33-21-9             | 75  |
| 64 | 26 février   | victoire                | Atlanta               | Montréal     | 5-1   | 34-21-9             | 77  |
| 65 | 29 février   | victoire                | Buffalo               | Buffalo      | 6-2   | 35-21-9             | 79  |
| 66 | 1er mars     | victoire                | New Jersey            | Montréal     | 2-1   | 36-21-9             | 81  |
| 67 | 3 mars       | défaite                 | San José              | San José     | 4-6   | 36-22-9             | 81  |
| 68 | 6 mars       | victoire                | Phoenix               | Phoenix      | 4-2   | 37-22-9             | 83  |
| 69 | 8 mars       | victoire                | Los Angeles           | Los Angeles  | 5-2   | 38-22-9             | 85  |
| 70 | 9 mars       | défaite                 | Anaheim               | Anaheim      | 1-3   | 38-23-9             | 85  |
| 71 | 11 mars      | victoire                | New Jersey            | Montréal     | 4-0   | 39-23-9             | 87  |
| 72 | 13 mars      | défaite                 | Ottawa                | Montréal     | 0-4   | 39-24-9             | 87  |
| 73 | 15 mars      | victoire                | Islanders de New York | Montréal     | 3-0   | 40-24-9             | 89  |
| 74 | 18 mars      | défaite en fusillade    | Saint-Louis           | Montréal     | 3-4   | 40-24-10            | 90  |
| 75 | 20 mars      | victoire                | Boston                | Boston       | 4-2   | 41-24-10            | 92  |
| 76 | 22 mars      | victoire                | Boston                | Montréal     | 3-2   | 42-24-10            | 94  |
| 77 | 24 mars      | victoire                | Ottawa                | Montréal     | 7-5   | 43-24-10            | 96  |
| 78 | 28 mars      | victoire                | Buffalo               | Buffalo      | 4-3   | 44-24-10            | 98  |
| 79 | 29 mars      | défaite                 | Toronto               | Toronto      | 2-4   | 44-25-10            | 98  |
| 80 | 1er avril    | victoire                | Ottawa                | Ottawa       | 3-0   | 45-25-10            | 100 |
| 81 | 3 avril      | victoire                | Buffalo               | Montréal     | 3-1   | 46-25-10            | 102 |
| 82 | 5 avril      | victoire                | Toronto               | Montréal     | 3-1   | 47-25-10            | 104 |

## Séries éliminatoires

### Quart de finale d'association
| 10 avril | Montréal | 4-1 (2-1, 1-0, 1-0) | Boston | Centre Bell 21 273 spectateurs |

| Feuille de match | Feuille de match | Feuille de match    | Feuille de match                     | Feuille de match                                                                 |
| ---------------- | --- | ------------------- | ------------------------------------ | -------------------------------------------------------------------------------- |
|                  | S. Kostitsyne (Brisebois) — 34 s A. Kostitsyne (T.Plekanec) — 2 min 2 s Smolinski (Kostopoulos, Komisarek) — 25 min 16 s Kostopoulos (Lapierre, Streit) | 1-0 2-0 2-1 3-1 4-1 | Hnidy (Ference, Kessel) — 8 min 34 s | Arbitrage : Kerry Fraser, Dan Marouelli Derek Amell, Dan Schachte, Greg Kimmerly |
| Price            | Gardiens | Thomas              |                                      | Arbitrage : Kerry Fraser, Dan Marouelli Derek Amell, Dan Schachte, Greg Kimmerly |
| 10 min           | Pénalités | 16 min              |                                      | Arbitrage : Kerry Fraser, Dan Marouelli Derek Amell, Dan Schachte, Greg Kimmerly |
| 32               | Tirs | 18                  |                                      | Arbitrage : Kerry Fraser, Dan Marouelli Derek Amell, Dan Schachte, Greg Kimmerly |

| 12 avril | Montréal | 3-2 (pr) (1-0, 1-0, 0-2, 1-0) | Boston | 21 273 spectateurs |

| Feuille de match | Feuille de match | Feuille de match    | Feuille de match                                                                | Feuille de match                                                |
| ---------------- | --- | ------------------- | ------------------------------------------------------------------------------- | --------------------------------------------------------------- |
|                  | Hamrlík (Smolinski, Begin) — 18 min 30 s S. Kostitsyne (Brisebois, Kovaliov) — 21 min 50 s Kovaliov (Markov, Plekanec) — 62 min 30 s (SN) | 1-0 2-0 2-1 2-2 3-2 | Schaefer (P.Nokelainen) — 43 min 58 s Krejcí (Sturm, Savard) — 49 min 34 s (SN) | Arbitrage : Paul Devorski, Mike Leggo Derek Amell, Dan Schachte |
| Price            | Gardiens | Thomas              |                                                                                 | Arbitrage : Paul Devorski, Mike Leggo Derek Amell, Dan Schachte |
| 14 min           | Pénalités | 18 min              |                                                                                 | Arbitrage : Paul Devorski, Mike Leggo Derek Amell, Dan Schachte |
| 31               | Tirs | 39                  |                                                                                 | Arbitrage : Paul Devorski, Mike Leggo Derek Amell, Dan Schachte |

| 13 avril | Boston | 2-1 (pr) (1-0, 0-1, 0-0, 1-0) | Montréal |  |

| Feuille de match | Feuille de match | Feuille de match | Feuille de match | Feuille de match |
| ---------------- | ---------------- | ---------------- | ---------------- | ---------------- |
|                  | Lucic Savard     | 1-0 1-1 2-1      | Kostopoulos      |                  |
|                  |                  |                  |                  |                  |
|                  |                  |                  |                  |                  |
|                  |                  |                  |                  |                  |

| 15 avril | Boston | 0-1 (0-0, 0-1, 0-0) | Montréal |  |

| Feuille de match | Feuille de match | Feuille de match | Feuille de match | Feuille de match |
| ---------------- | ---------------- | ---------------- | ---------------- | ---------------- |
|                  |                  | 0-1              | Brisebois        |                  |
|                  |                  |                  |                  |                  |
|                  |                  |                  |                  |                  |
|                  |                  |                  |                  |                  |

| 17 avril | Montréal | 1-5 (1-0, 0-1, 0-4) | Boston |  |

| Feuille de match | Feuille de match | Feuille de match        | Feuille de match                      | Feuille de match |
| ---------------- | ---------------- | ----------------------- | ------------------------------------- | ---------------- |
|                  | Kovaliov         | 1-0 1-1 1-2 1-3 1-4 1-5 | Kessel Metropolit Chára Sturm Sobotka |                  |
|                  |                  |                         |                                       |                  |
|                  |                  |                         |                                       |                  |
|                  |                  |                         |                                       |                  |

| 19 avril | Boston | 5-4 (0-1, 1-1, 4-2) | Montréal |  |

| Feuille de match | Feuille de match                  | Feuille de match                    | Feuille de match                  | Feuille de match |
| ---------------- | --------------------------------- | ----------------------------------- | --------------------------------- | ---------------- |
|                  | Kessel Sobotka Lucic Kessel Sturm | 0-1 1-1 1-2 2-2 2-3 3-3 4-3 4-4 5-4 | Higgins Plekanec Bouillon Higgins |                  |
|                  |                                   |                                     |                                   |                  |
|                  |                                   |                                     |                                   |                  |
|                  |                                   |                                     |                                   |                  |

| 21 avril | Montréal | 5-0 (1-0, 2-0, 2-0) | Boston |  |

| Feuille de match | Feuille de match                                           | Feuille de match    | Feuille de match | Feuille de match |
| ---------------- | ---------------------------------------------------------- | ------------------- | ---------------- | ---------------- |
|                  | Komisarek Streit A. Kostitsyne A. Kostitsyne S. Kostitsyne | 1-0 2-0 3-0 4-0 5-0 |                  |                  |
|                  |                                                            |                     |                  |                  |
|                  |                                                            |                     |                  |                  |
|                  |                                                            |                     |                  |                  |

### Demi-finale d'association
| 24 avril | Montréal | 4-3 (pr) | Philadelphie |  |

| Feuille de match | Feuille de match                            | Feuille de match | Feuille de match    | Feuille de match |
| ---------------- | ------------------------------------------- | ---------------- | ------------------- | ---------------- |
|                  | A. Kostitsyne Kovaliov Kovaliov Kostopoulos |                  | Umberger Dowd Lupul |                  |
|                  |                                             |                  |                     |                  |
|                  |                                             |                  |                     |                  |
|                  |                                             |                  |                     |                  |

| 26 avril | Montréal | 2-4 | Philadelphie |  |

| Feuille de match | Feuille de match | Feuille de match | Feuille de match                | Feuille de match |
| ---------------- | ---------------- | ---------------- | ------------------------------- | ---------------- |
|                  | Koivu Markov     |                  | Umberger Carter Brière Umberger |                  |
|                  |                  |                  |                                 |                  |
|                  |                  |                  |                                 |                  |
|                  |                  |                  |                                 |                  |

| 28 avril | Philadelphie | 3-2 | Montréal |  |

| Feuille de match | Feuille de match          | Feuille de match | Feuille de match | Feuille de match |
| ---------------- | ------------------------- | ---------------- | ---------------- | ---------------- |
|                  | Upshall Richards Umberger |                  | Plekanec Koivu   |                  |
|                  |                           |                  |                  |                  |
|                  |                           |                  |                  |                  |
|                  |                           |                  |                  |                  |

| 30 avril | Philadelphie | 4-2 | Montréal |  |

| Feuille de match | Feuille de match                  | Feuille de match | Feuille de match | Feuille de match |
| ---------------- | --------------------------------- | ---------------- | ---------------- | ---------------- |
|                  | Umberger Hartnell Brière Umberger |                  | Plekanec Koivu   |                  |
|                  |                                   |                  |                  |                  |
|                  |                                   |                  |                  |                  |
|                  |                                   |                  |                  |                  |

| 3 mai | Montréal | 4-6 | Philadelphie |  |

| Feuille de match | Feuille de match                        | Feuille de match | Feuille de match                                   | Feuille de match |
| ---------------- | --------------------------------------- | ---------------- | -------------------------------------------------- | ---------------- |
|                  | Plekanec Kovaliov Higgins A. Kostitsyne |                  | Umberger Richards Umberger Hartnell Upshall Knuble |                  |
|                  |                                         |                  |                                                    |                  |
|                  |                                         |                  |                                                    |                  |
|                  |                                         |                  |                                                    |                  |